# Монтесегале
Монтесѐгале (на италиански: Montesegale, на местен диалект: Montsegal, Монтсегал) е село и община в Северна Италия, провинция Павия, регион Ломбардия. Разположено е на 326 m надморска височина. Населението на общината е 285 души (към 2017 г.).